# Shinobi
『Shinobi』（しのび）は、2002年12月5日にセガから発売されたPlayStation 2専用のアクションゲームである。アーケードゲーム『忍 -SHINOBI-』（1987年）、メガドライブ用ソフト『ザ・スーパー忍』（1989年）などの同社「忍（しのび）シリーズ」の系譜にある忍者ゲームである。
21世紀の現代を舞台に忍者「秀真（ほつま）」を操作して、妖刀を用いて華麗な殺陣（たて）を演じる。
2003年には続編として女忍者「緋花（ひばな）」を主人公とした『Kunoichi -忍-』が発売された。また、セガの奥成洋輔によると、続編として「Shinobi 2」が開発されていたが、セガのアメリカ法人の意向により中止になったという。

## 概要
主人公の忍を華麗に操る3Dアクションゲーム。垂直の壁を駆け抜ける動きや、相手の背後へ瞬時に移動するステルスダッシュなど、キャラクターの挙動はスピード感に溢れた内容。
特に突出したシステムとして、敵撃破から続けて一定時間内に連続して敵を倒す（撃破毎に残り時間カウントリセット）と段階的に攻撃力が増加、その状態で必殺技を利用すればステージボスすら一撃で仕留めることが可能な「殺陣」システムは、本作品最大の特徴である。
低難易度化が進む傾向にあった2002年当時のアクションゲームとしては、以下のようにやや高めの難易度となっている。
- 穴（画面外）や水面に落ちると体力に関係なく死亡。
- 死亡したらステージの最初からやり直し。
- 本作のシステムとして、ステージを進める内に覚醒する『悪食』の性能により、敵を倒して魂魄（こんぱく）を入手しないと徐々に体力が減少し、やがて死に至る（ゲームオーバー）。

なお、本作のムービー内キャラクターは日本語の台詞と口の動き(リップシンク)が合わないが、これは英語音声に同期しているためである。

## ストーリー
21世紀初頭、東京が巨大地震が襲われる。その際、臨海副都心の地に出現した巨大な金色の城から、「式神」と呼ばれる怪生物が大量に溢れ出し、東京は混乱に陥る。
一か月後、歴史の裏で陰ながら日本を救ってきた忍びである「朧一族」の当主「秀真」は、政府より首都奪還の命を受け、危険区域と化した東京に向かう。そこで秀真は、かつての因縁を巡る戦いに身を投じる。

## 登場人物
秀真（ほつま）
声 - 岸尾大輔（後の岸尾だいすけ） / 石塚さより（子供時代）
本作の主人公。朧一族の頭、人の魄を食らう妖刀「悪食」の所持者。政府の命で東京内部の「黄金城」目がけ突入して行く。トレードマークの赤いマフラーは、背丈ほどの長さがある。
2015年発売のゲームPROJECT X ZONE 2：BRAVE NEW WORLDに客演している。

### ステージボス
軍用ヘリ
秀真が首都に降りる為に乗っていた 攻撃ヘリコプター。秀真が降りた直後に呪符に襲われ、操られてしまう。
謎の忍（蒼蛟龍）
白髪、白い忍装束、2本の忍者刀という忍。1人で朧一族を全滅に追い込む腕を持つ。「悪食」を目覚めさせる為秀真に襲いかかる。
銅（あかがね）
声 - 相田さやか
朧の里の忍の一人。小柄でお茶目なオカッパ少女。姉弟で「鋼（あらがね）兄弟」と言う通り名を持っており、鎖鎌を使ってのヒット・アンド・アウェイで戦う。両親がいないためか、設定上は同じような境遇の秀真を兄のように慕い、密かに想いを寄せていた。
銀（しろがね）
声 - 鳥海浩輔
朧の里の忍の一人で、銅の双子の弟。小太りの力士のような姿をしている少年。頭はあまり良くないが力は強く、戦闘時には鎖分銅で姉をサポートする。
怨霊ヘリ
軍用ヘリが破壊されるも呪符の魔力で動いている姿。ミサイルが小さな式神と化している。
狛楽（はくらく）
声 - 水鳥鉄夫
朧上忍衆の一人。薬学に長けた古参の老兵で、医療知識・経験が豊富。背負っている大箱の薬はちぎれた手足をも元に戻す事が出来、短時間で自分を治癒する。見た目や言動は好々爺だが内面は冷徹なので、彼に扱われる下忍は肉体だけでなく精神に大きな障害を来してしまう。本人の戦闘能力は皆無なので、攻撃の全ては忍犬達に任せている。
白雲（しらくも）
虎の顔を持つ化け蜘蛛の式神。数多くの子供達と共に出没した。一応人の言葉を喋る。
モチーフは白虎とクモ。四つ柱の一人。
焔（ほむら）
声 - 細井治
朧上忍衆の一人で、守恒と刻に次ぐ三番目の実力者。武器は2段階に伸びるキセル。過去に火事から助け出されたことで、火が最強の武器だと考えるようになった。やがて、敵の火遁でダメージを全く受けない程火遁をマスターした。歌舞伎者で「火事と喧嘩は江戸の華」という台詞も平然と言い、女好きで卑怯事（者）が嫌いという忍らしくない性格。
紅天蛾（べにすずめ）
着物を着た女の胴体を持つ、蛾を模した式神。子供達ともども炎を操り、体中に人間の腕や脚等を取り付けていったようなツギハギがある。
モチーフは朱雀とベニスズメ。四つ柱の一人。
金剛（こんごう）
声 - 長嶝高士
朧の里の忍の一人。スキンヘッドに高下駄という風貌をした筋骨隆々の巨漢で、好戦的な性格。得物である大型手裏剣は攻撃だけでなく、飛行用の乗り物としても使用する。「ヒルコ様」と、忠義も彼を蘇らせたヒルコに移っている。設定上は、かつて惨敗を喫した守恒との再戦を望んでいたが叶わず、秀真と1対1で戦いたがっていた。
玄九蛇（くらくだ）
声 - 萩道彦
下半身は大蛇、上半身は狐のお面をかぶった人間の姿をしている式神。秀真に向かって「君が今度の悪食使いかい？」と発言しており、朧の先代当主と何らかの因縁を持っている模様。氷属性の攻撃を得意とし、体力が減ると背中の巨大法輪から蛇型の式神を8体召喚してくる（この時本人を含めると"蛇"は9匹であるので、玄九蛇の名がついた）。
モチーフは玄武と九尾の狐。四つ柱の一人。
刻（きざみ）
声 - 岡崎雅紘
朧上忍衆の一人。体中に傷跡があり、盲目のために聴覚が研ぎ澄まされた古参の剣客。真空の刃を生み出すほどの居合抜きの使い手で、実力では守恒を上回ると噂されるが刻本人は否定している。見る者を畏怖させる風貌から恐れられがちだが本来はとても人情厚い性格で、未熟であった焔を救ったことがあるほか、秀真の初陣の際に彼を庇い、それがきっかけで盲目になった過去がある。
八面王（やつらおう）
関東大震災の被害者の魂魄が詰められた兵器。かつて朧一族によって破壊されたが、死の商人と呼ばれる中臣財閥の協力によって復元された。
朱刃（あげは）
声 - 津々見沙月
元朧一族のくノ一。秀真とは幼馴染。朧一族の儀式により守恒が命を落とした事をきっかけに里を去り、抜け忍となる。
蒼蛟龍（あおみずち）
声優：森川智之
モチーフは青竜。四つ柱の一人である式神で、子供達と共に復活。
地獄門（じごくもん）
「黄金城」の門で、ボス扱い。城の奥にはこの門を通じてしか行けなかったらしい。
産土 ヒルコ（うぶすな ヒルコ）
声 - 徳丸完（老人時） / 高木渉（青年時）
最凶の陰陽師。朧一族により封印されていたが、朱刃によって封印を解かれて四つ柱とともに復活。
彼のいるステージの名前が太一、他のステージの名前が北斗七星の星と北辰(北極星）である理由はヒルコの計画にあるため、ムービーを見ると解る。

### その他
守恒（もりつね）
声 - 森川智之
秀真の兄で、秀真からも尊敬されていた。忍者としての優秀さから、朧一族の次期当主との呼び声が最も高かった。
朧の当主を決める儀式で秀真に敗れ絶命するが、守恒の実力を知る者の間では「弟の為に故意に負けたのではないか」という噂も流れている。
拳（こぶし）
声 - 西村知道
朧上忍衆のまとめ役の老忍び。かつては鬼神と呼ばれ恐れられる凄腕の忍びだったが、平時は厳しくも心優しい人物。忍びたちの師範でもあり、秀真、守恒、朱刃、銀、銅からは父のように慕われていた。東京壊滅の真相を探る為東京へ侵入したが、消息を絶つ。
産土 篝（うぶすな かがり）
声 - 佐久間紅美
代々陰陽師として生きて来た産土家の末裔で、幼い頃から天才的な陰陽術を身に着けている。
咒術を得意としており、式神を自在に操り、星の配置から未来を知り、人の心を読むことができる。その異様な力を政府に恐れられ陰陽師の総本山・隈野(くまの)神社に幽閉されていたが、八面王の再起動の為の生贄として拉致される。

## 用語解説
殺陣（たて）
このゲームにおいて最も重要なシステム。画面内に出現している敵を一定時間内に連続して倒せば、その間攻撃力が徐々に増していく。倒された敵は画面内に残り続け、画面内の敵の全滅もしくは一定時間経過で絶命演出が入るが、別の敵を倒すと殺陣の時間が延長され、4体以上の敵を倒すと殺陣演出が入る。7体を殺陣で倒せばステージによって異なる演出を見ることが出来る（4－Ａ、Ｂは火炎が現れるなど）。基本的にザコを倒しながら攻撃力を上げ、それにより硬い敵に大ダメージを与えるシステムであり、魄を消費する必殺技の威力も倍加するため、上手く扱えるようになればステージボスですら一斬りで倒す事が可能となる。
悪食（あくじき）
朧一族に代々伝わる、陰陽の呪法によって鍛えられた破魔の刀。鉄なども一刀両断する程の斬れ味を誇る。陰陽の呪法とはより詳細に書くと「理（ことわり）の目」を刀に持たせる事。「理の目」は、純度の高い「魄」を刀に吸い込ませる事で開き、逆に純度の高い「魂」を吸い込ませる事で閉じて封印する事が可能。一度理の目が開いた悪食は魄を求め続け、魄を吸う事で切れ味を維持するだけでなく増す事も出来る。ただし、持ち主の魄も対象に含む為、一度目覚めた悪食を使い始めた者は、死ぬまで悪食で敵を殺し続けなくてはならない運命までも背負う。この刀を鍛えたのは、産土ヒルコその人である。
ステルスダッシュ
秀真が分身するかのように、動きに合わせて残像を残しながら移動する。敵は残った残像を秀真と思い、攻撃を仕掛けるので敵の起点にもなる。ステルスダッシュは敵からの攻撃の回避や、敵の攻撃をかわしつつ背後に回り込んで斬るといったアクションも可能。2段ジャンプや壁走りと併用することで、空中を高速で駆け抜けたり、浮遊する敵への連続攻撃が可能になる。
朧一族
かつて、日本のすべての忍を統括していた忍の一族。Shinobi機関から仕事を請け負い、現在の当主は秀真。朧一族の当主を決める儀式では里の実力者に命をかけて決闘させ、勝った方が当主となり悪食を受け継ぐ。多くの優秀な忍者を抱える一族であったが、産土ヒルコ復活後、蒼蛟龍の手によって壊滅した。敵として登場する朧一族の忍の多くは、ヒルコの力で死体を操られている者たちである。
陰陽師（おんみょうじ）
本来、彼らは世界の気を読み、災害を占う者たち。中には世界の理をゆがめ、咒符(じゅふ)を使って死人を操る者もいる。
Shinobi機関
政府の指令のもと非合法活動を専門に扱う組織で、一般人には存在が秘匿されている。バックアップを担当するエージェントの手配のもと、現地で実働する少数の忍を派遣し、テロの鎮圧や要人警護、暗殺などの忍務をおこなう。